# Tramway de Sheffield
Sheffield Supertram est le réseau de tramway de la ville de Sheffield, Angleterre. Le réseau est exploité par Stagecoach Group plc sous contrat du Syndicat des Transports du South Yorkshire. Le réseau relie le centre-ville de Sheffield au Nord-Ouest à Middlewood, Malin Bridge, via l'université de Sheffield et Hillsborough, au Nord-Est à Meadowhall via Attercliffe et au Sud-Est à Halfway, Herdings Park via Norfolk Park, Manor et Gleadless. La construction du réseau a commencé en 1991 et l'ouverture de la première section s'est faite le 21 mars 1994.

## Histoire
(mai 2013).
- 21 mars 1994 : Fitzalan Square à Meadowhall
- 22 août 1994 : Fitzalan Square à Spring Lane
- 5 décembre 1994 : Spring Lane à Gleadless Townend
- 18 février 1995 : Fitzalan Square à Cathedral
- 17 février 1995 : Cathedral à Shalesmoor
- 27 mars 1995 : Gleadless Townend à Halfway
- 3 avril 1995 : Gleadless Townend à Herdings Park
- 23 octobre 1995 : Shalesmoor à Middlewood/Malin Bridge
- 1er novembre 2015 : mise en service des 7 nouvelles rames
- 20 janvier 2017 : mise en service de la quatrième ligne

## Le réseau actuel

### Aperçu général
| Jaune  | Middlewood - Leppings Lane - Hillsborough Park - Hillsborough - Bamforth Street - Langsett/Primrose Ridge - Infirmary Road - Shalesmoor - Netherthorpe Road - University of Sheffield - West Street - City Hall - Cathedral - Castle Square - Fitzalan Square/Ponds Forge - Hyde Park - Cricket Inn Road - Nunnery Square - Woodburn Road - Attercliffe - Arena/Don Valley Stadium - Valley Centretainment - Carbrook - Meadowhall South/Tinsley - Meadowhall Interchange |
| Bleu   | Malin Bridge - Hillsborough - Bamforth Street - Langsett / Primrose - Ridge - Infirmary Road - Shalesmoor - Netherthorpe Road - University of Sheffield - West Street - City Hall - Cathedral - Castle Square - Fitzalan Square/Ponds Forge - Sheffield Station/Sheffield Hallam University - Granville Road/The Sheffield College - Park Grange Croft - Park Grange - Arbourthorne Road - Spring Lane - Manor Top/Elm Tree - Hollinsend - Gleadless Townend - White Lane - Birley Lane - Birley Moor Road - Hackenthorpe - Donetsk Way - Moss Way - Crystal Peaks - Beighton/Drake - House Lane - Waterthorpe - Westfield - Halfway |
| Violet | Herdings Park - Herding/Leighton Road - Gleadless Townend - Hollinsend - Manor Top/Elm Tree - Spring Lane - Arbourthorne Road - Park Grange - Park Grange Croft - Granville Road/The Sheffield College - Sheffield Station/Sheffield Hallam University - Fitzalan Square/Ponds Forge - Castle Square - Cathedral (seulement pendant la journée, il y a un trajet vers : Castle Square - Fitzalan Square/Ponds Forge - Hyde Park - Cricket Inn Road - Nunnery Square - Woodburn Road - Attercliffe - Arena/Don Valley Stadium - Valley Centretainment - Carbrook - Meadowhall South/Tinsley - Meadowhall Interchange)                 |

### Matériel roulant

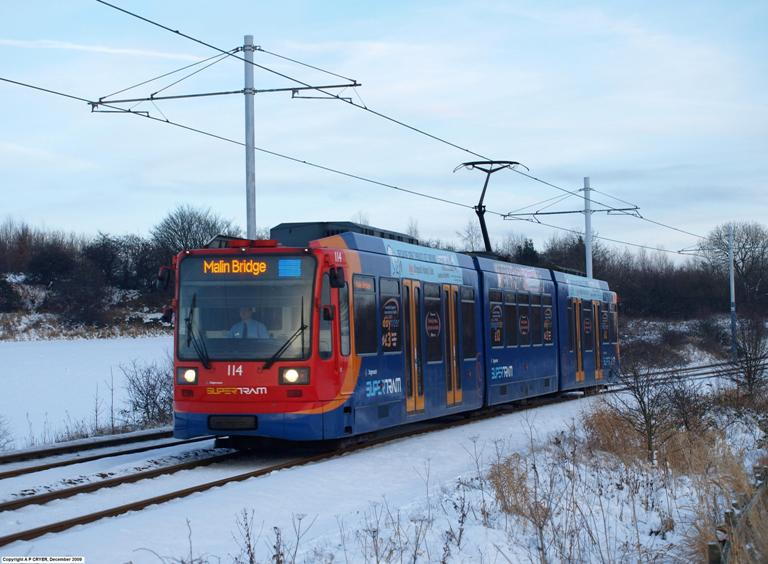
Rame Supertram.

La flotte est constituée de 25 tramways à plancher bas construits par Duewag, filière de Siemens AG.
Les rames ont trois sections articulées ; la section centrale est à plancher haut et sans portes. Les trams fonctionnent sous courant de 750 volts en DC collecté par la caténaire et un pantographe. Supertram a porté trois livrées. La première, grise, n'a été portée que deux ans avec le rachat de Supertram par Stagecoach Group. Les deux livrées suivantes ont été blanches avec bandeaux bleu-orange-rouge.
Depuis, la livrée a évolué une troisième fois et va de pair avec celle des autobus du réseau : bleue tout entière avec macarons rouges et orange.
En 2013, l'autorité organisatrice commande sept rames de tram-train à Vossloh pour 57 millions de £ avec un début de livraison prévu pour 2015. Ces 7 rames serviront à assurer de plus nombreux services en heures de pointe sur la ligne violette.

### Infrastructures

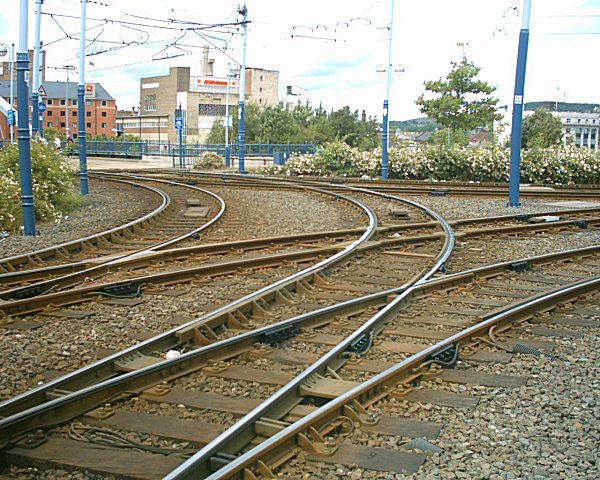
La jonction triangulaire au centre de Park Square

Le réseau mesure 29 km (18 miles), avec 60 km de voie (120 km de rails). Une bonne partie du réseau se trouve sur la chaussée. Un rail à gorge de type 35G est utilisé pour les sections sur route et un rail BS80A standard pour le reste. L'utilisation de ce dernier type de rail posé sur traverses et ballast explique l'effet d'amorti lors de la marche.
Supertram est alimenté par 12 sous-stations le long de la voie, par un fil de 10,7 mm de diamètre. Pour des raisons d'esthétique, la caténaire est ancrée dans les murs lorsque c'est possible, au lieu d'être soutenue par des poteaux. Des discussions ont eu lieu entre Supertram, le Conseil Municipal de Sheffield et les propriétaires afin de masquer les points d'ancrage au maximum et ainsi préserver l'apparence des bâtiments historiques du centre-ville.
Supertram possède plusieurs structures remarquables sur le réseau. Deux viaducs et un tunnel sont d'intérêt. Les deux viaducs soutiennent le Supertram au centre du rond-point de Park Square, l'un d'eux est un viaduc de six travées, l'autre est un arc en acier, dit bowstring.
En 2013, un plan de renouvellement des voies est lancé, visant à remplacer près de 22 kilomètres de voies avant 2014, pour un montant de 32 millions de livres.

## Projets
(mai 2013).
Si vous disposez d'ouvrages ou d'articles de référence ou si vous connaissez des sites web de qualité traitant du thème abordé ici, merci de compléter l'article en donnant les références utiles à sa vérifiabilité et en les liant à la section « Notes et références ».
Des plans sont déjà à l'étude pour étendre le rayon d'action de Supertram vers Rotherham, Dore, Fulwood et Maltby.